# Kucherd
Kucherd (perski: كوخرد) – miasto w Iranie, w ostanie Hormozgan. W 2011 roku miasto liczyło 3144 mieszkańców.